# Austropsyche bispinosa
Austropsyche bispinosa är en nattsländeart som först beskrevs av Jacquemart 1965.  Austropsyche bispinosa ingår i släktet Austropsyche och familjen ryssjenattsländor. Inga underarter finns listade i Catalogue of Life.